# Schefflera aurata
Schefflera aurata là một loài thực vật có hoa trong Họ Cuồng cuồng. Loài này được Fiaschi mô tả khoa học đầu tiên năm 2004.